# Emmanuel Lafont
Emmanuel Marie Philippe Louis Lafont (Paris, 26 de outubro de 1945) é um clérigo francês e bispo católico romano emérito de Caiena, na Guiana Francesa.
Emmanuel Marie Philippe Louis Lafont foi ordenado sacerdote em 2 de agosto de 1970.
De 1983 a 1994, Emmanuel Lafont foi sacerdote Fidei Donum na Arquidiocese de Joanesburgo, onde foi pároco da paróquia de Saint Philipp Neri em Soweto. De 1994 a 1996, ele ensinou no Seminário de São Pedro em Pretória.
O Papa João Paulo II o nomeou Bispo de Caiena em 18 de junho de 2004. O Arcebispo de Fort-de-France e Saint-Pierre, Gilbert Marie Michel Méranville, doou-lhe a ordenação episcopal em 29 de agosto do mesmo ano; Os co-consagradores foram Ernest Mesmin Lucien Cabo, bispo de Basse-Terre et Pointe-à-Pitre, e Louis Albert Joseph Roger Sankalé, bispo coadjutor de Nice.
Em 26 de outubro de 2020, o Papa Francisco aceitou a renúncia de Emmanuel Lafont por motivos de idade. Em abril de 2021, o Vaticano encomendou ao Arcebispo David Macaire uma investigação sobre o bispo emérito de acordo com o Motu proprio Vos estis lux mundi.